# إليو شتاينر
إليو شتاينر (بالإيطالية: Elio Steiner)‏ هو ممثل إيطالي، ولد في 9 مارس 1905 في إيطاليا، وتوفي بنفس المكان في 6 ديسمبر 1965.

## وصلات خارجية
- إليو شتاينر على موقع IMDb (الإنجليزية)
- إليو شتاينر على موقع قاعدة بيانات الفيلم (الإنجليزية)